# 82 pr. n. št.
82 pr. n. št. je bilo leto predjulijanskega rimskega koledarja.
Oznaka 82 pr. Kr. oz. 82 AC (Ante Christum, »pred Kristusom«), zdaj posodobljeno v 82 pr. n. št., se uporablja od srednjega veka, ko se je uveljavilo številčenje po sistemu Anno Domini.

## Dogodki
- konec druge vojne proti Mitridatu

## Rojstva
- Mark Antonij, rimski vojskovodja